# 그린 랜턴: 맨헌터의 위협
《그린 랜턴: 맨헌터의 위협》(Green Lantern: Rise of the Manhunters)은 그린 랜턴을 주인공으로 한 2011년 액션 게임으로, 동시기 개봉한 영화 《그린 랜턴: 반지의 선택》(2011)을 기반으로 제작되었다. 플레이스테이션 3, 엑스박스 360판을 더블 헬릭스 게임스에서, 닌텐도 Wii, 닌텐도 3DS, 닌텐도 DS판을 그립토나이트 게임스에서, iOS판을 아더 오션 그룹에서 개발하였다.
스토리는 영화의 뒷 이야기를 다루고 있으며, 영화에 등장했던 할 조던, 킬로웍, 시네스트로에 더해 간셋, 아몬 수르, 맨헌터가 새로 등장한다. 영화에서 할 조던 역이었던 라이언 레이놀즈가 할의 성우를 맡았다.

## 성우진
- 라이언 레이놀즈 - 그린 랜턴 / 할 조던
- 케빈 마이클 리처드슨 - 킬로웍
- 마르톤 초카시 - 시네스트로
- 스티브 블룸 - 아몬 수르
- 마이클 잭슨 - 간셋
- 그레이 딜라일 - 반지